# Partanna-Mondello
Partanna-Mondello è il ventiduesimo quartiere di Palermo, situato nell'estrema zona nord del capoluogo e inserito nella VII Circoscrizione. Comprende le frazioni litoranee di Mondello e dell'Addaura, oltre che il borgo di Partanna, il cui toponimo coincide altresì con la cinquantesima unità di primo livello della città.

## Geografia fisica
Il quartiere si estende dalla sezione di costa settentrionale di Palermo che comprende il golfo di Mondello e la fascia litoranea dell'Addaura, inoltrandosi fino alla Piana dei Colli, vasto territorio compreso tra le falde del Monte Gallo e del Monte Pellegrino. È circondato dalle riserve naturali orientate dei due promontori e dalla confinante Real Tenuta della Favorita, che ricopre un'area di circa 4 km² posta a metà tra Mondello e il centro urbano di Palermo.
Confina:
- a nord con la riserva naturale orientata di Capo Gallo, che si affaccia sul mar Tirreno meridionale;
- ad sud-est con il quartiere Arenella-Vergine Maria;
- a sud con il quartiere Pallavicino e il Parco della Favorita;
- ad ovest con il quartiere Tommaso Natale-Sferracavallo

La frazione di Mondello è nota per la particolare conformazione della spiaggia di Mondello-Valdesi, che analogamente a quelle caraibiche risulta avere un'origine organica, nata dalla decomposizione dei molluschi che vivono nella foresta di Posidonia al centro del golfo. La zona dell'Addaura, posta ai piedi del versante settentrionale del Monte Pellegrino, è invece caratterizzata da un litorale roccioso con diverse calette.
Il borgo di Partanna sorge nella zona pianeggiante più vicina al Monte Gallo, un'area con un andamento del flusso idrico sia verso la pianura, che verso il mare, senza manifestazioni sorgentizie. Prima del sacco di Palermo, tale territorio era ricchissimo di corsi d'acqua e per tale motivo dotato di una rigogliosa vegetazione, in parte conservata all'interno delle ville nobiliari costruite tra il XVIII e il XIX secolo. 

## Origini del nome
Il nome del quartiere deriva dal borgo di Partanna e dalla frazione di Mondello, le più grandi ripartizioni urbanistiche presenti in tale suddivisione amministrativa. 
Partanna prende il nome dai principi dell'omonima località situata nel libero consorzio comunale di Trapani, Laura e Girolamo I della famiglia nobiliare dei Grifeo, che nel Settecento divennero titolari di un feudo nel territorio dell'attuale sobborgo e ordinarono la costruzione di una prestigiosa tenuta, attorno alla quale si sviluppò il nucleo residenziale. 
Sull'origine del nome Mondello esistono diverse ipotesi, sebbene secondo la più accreditata si tratti di una corruzione dell'arabo al mondellu, tradotto in "palude": infatti, durante il dominio islamico il golfo appariva caratterizzato dalla presenza di un grosso pantano, originato nei secoli di dominazione romana a causa di fenomeni legati allo sfruttamento del territorio. 

## Storia

### Origini

#### Preistoria
Le prime testimonianze di insediamenti umani nel territorio risalgono al Paleolitico, quando le comunità preistoriche attive nella Conca d'Oro iniziarono a colonizzare il Monte Pellegrino e Capo Gallo, ricchi di cavità naturali e di conseguenza rifugio ideale per le tribù primitive. Nel corso dell'Eneolitico, col mutare delle condizioni climatiche e sociali, sorsero diversi villaggi con annesse necropoli in prossimità delle attuali Valdesi e Partanna. 

#### Età antica e Medioevo
Tra il VII e il III secolo a.C. il golfo di Mondello divenne una meta rilevante per i coloni fenicio-punici, che sfruttavano l'insenatura del Capo Gallo come riparo sicuro per i naviganti: a tale periodo risale la fondazione del santuario di Iside all'interno della Grotta Regina, ampia caverna che dai rinvenimenti archeologici risulta essere stata utilizzata per fini di culto già dall'età del rame. Si ritiene con buona probabilità che nel corso della prima guerra punica il golfo di Mondello venne utilizzato come punto di approdo dal generale cartaginese Amilcare Barca, sbarcato nel 247 a.C. a Palermo, controllata dai romani, per conquistare il Monte Pellegrino e farne una roccaforte. 
Nei secoli di dominazione romana venne effettuato un intensivo diboscamento del Monte Pellegrino, al fine di soddisfare la richiesta di maggiori quantità di legname per costruire edifici e imbarcazioni. Ciò fu causa di un progressivo riversamento di detriti verso il mare che, accumulatisi negli anni, diedero origine alla palude che ha caratterizzato la zona di Valdesi fino al XIX secolo. Per tale ragione, durante il dominio islamico la località di Mondello venne rinominata Marsa 'at Tin, "porto del fango": qui venne fondato un villaggio di pescatori, mentre l'attuale Valdesi venne sfruttata come salina. 
Oltre alla pesca, l'area ha sempre presentato una vocazione agricola dovuta all'abbondanza di acque e alla fertilità della terra e, vista la vicinanza con l'antica città murata di Palermo, ne ha sempre costituito l'agro coltivato. Alcuni documenti di epoca normanna attestano sin dal XII secolo la presenza di un casale nella zona dell'odierna Partanna, identificata come Planum Galli ("Piana di Gallo"). Il territorio dell'Addaura, legato ad attività di culto fin dall'età preistorica, in epoca medievale divenne meta di ritiro spirituale per gli eremiti. Dalle notazioni storiche risulta inoltre che nel XIII secolo il territorio ospitasse una tenuta di caccia riservata alla curia regis. 

### Età moderna
Nel XV secolo venne istituita una tonnara nella punta settentrionale della baia di Mondello, a cui seguì l'edificazione di un nucleo di case per ospitarne i lavoratori. L'abitato si arricchì velocemente grazie ai profitti legati sia alla pesca, sia ad attività agro-pastorali favorite dalla natura estremamente florida del terreno. Tuttavia, il periodo in questione coincise con l'inizio di una lunga e intensa serie di assalti alle coste siciliane da parte corsari barbareschi, attirati dai successi della fiorente imprenditoria dell'isola. 
La difesa contro i pirati, resasi urgente per la quantità di incursioni perpetrate ai danni delle comunità marinare di Palermo, venne organizzata con la costruzione di una rete capillare di torri per conto del Senato cittadino: nell'area dell'attuale quartiere, due furono posizionate nell'area di Mondello, rispettivamente destinate all'avvistamento delle imbarcazioni ostili e alla protezione degli abitanti all'interno delle mura; e una all'Addaura, al confine con la borgata di Vergine Maria. 
In tutta la Piana dei Colli, dove sorge l'attuale sobborgo di Partanna, i pochi nuclei residenziali attivi erano costituiti da bagli, costruzioni fortificate e di conseguenza in grado di assicurare la difesa in caso di attacchi da parte dei predoni. 

#### Ciclo delle Ville dei Colli
Nella prima metà del Settecento, grazie al successo del sistema di difesa siciliano contro la pirateria, il rischio di attacchi andò diminuendo progressivamente fino a non costituire più una minaccia importante per la popolazione. All'attenuazione del fenomeno, che ad ogni modo perdurò con certezza fino alla fine del secolo, contribuirono in modo ulteriore e fondamentale anche la costituzione della Real Marina del Regno delle Due Sicilie, nel 1734; e la stipula del trattato di pace tra Carlo III di Spagna e l'Impero ottomano, nel 1740.
Alla luce di ciò, la classe aristocratica iniziò a manifestare il desiderio di una zona di villeggiatura nella Piana dei Colli, considerata un luogo particolarmente salubre per la vegetazione rigogliosa, la ricchezza di corsi d'acqua e la mitezza del clima. Ciò portò alla nascita del cosiddetto "ciclo delle Ville dei Colli", durante il quale vennero edificate numerose residenze ideate sulla base di un peculiare modello insediativo, costituito dal connubio tra architettura e giardino. Molte delle prestigiose ville in questione sorsero dalla trasformazione di antichi bagli, a cui erano addossati importanti torri di avvistamento che avevano una funzione difensiva nei confronti delle scorrerie saracene: la prima tra queste viene considerata Villa Wirz, costruita sulla base di un baglio fortificato del 1534 e famosa per aver ospitato il soggiorno dell'ammiraglio Nelson ed Emma Hamilton. Alcune tra le tenute del periodo in questione delineano nel presente i confini dell'attuale quartiere, come la villa dei principi di Castelforte (riconfigurata nella seconda metà dell'Ottocento in stile neogotico dal principe di Granatelli), da cui prende il nome la via di collegamento con Pallavicino; e Villa Scalea, ambiziosa opera architettonica con elementi in stile liberty - tra cui il rinomato giardino d'inverno comprendente un parco e un ninfeo - collocata nell'estremità ovest dell'attuale quartiere.
Nel 1722, i principi della famiglia nobiliare Grifeo ottennero in concessione un feudo nel territorio dell'odierno quartiere da parte dell'Arcidiocesi di Palermo, all'interno del quale fecero edificare un'imponente proprietà in seguito rinominata come Villa Partanna. È attorno al perimetro di quest'ultima che cominciò a svilupparsi un sempre più nutrito nucleo abitativo che espanse la modesta borgata già presente. I nobili partannesi instaurarono un profondo legame con il luogo e con la comunità, a tal punto che il territorio iniziò ad essere noto come "Partanna" in riferimento alla provenienza dei Grifeo, titolari della baronia dell'omonima località nella valle del Belice.

### Età contemporanea

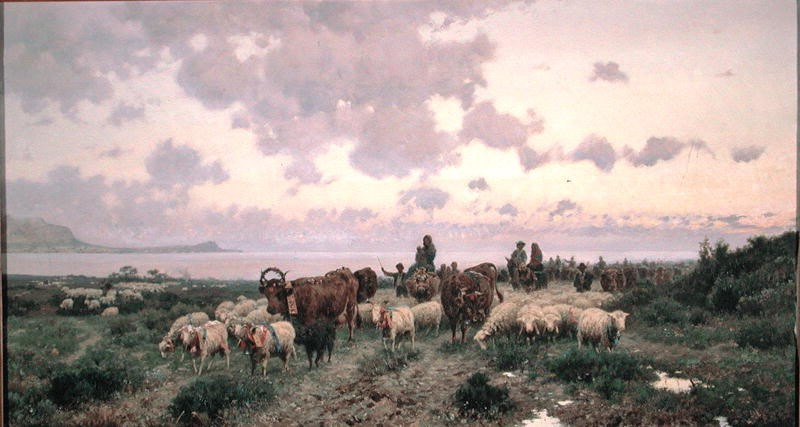
Pascolo del bestiame a Mondello in un dipinto di fine Ottocento

Alle porte del XIX secolo, una porzione del territorio di Mondello coincidente con l'attuale Mondello-Valdesi venne annessa alla Real Tenuta della Favorita, fondata nel 1799 ai piedi del Monte Pellegrino da Ferdinando IV di Borbone, in seguito al suo trasferimento a Palermo. Nel periodo successivo alla primavera dei popoli e all'instaurazione del governo di Ruggero Settimo, si ebbe un'espansione della città di Palermo verso settentrione e l'area dell'odierna Partanna-Mondello venne aggregata alla borgata di Pallavicino, in un ampio nucleo residenziale extra-urbano che prese il nome di "Comune riunito di Partanna-Mondello e Pallavicino".
Intorno alla seconda metà del secolo, nei pressi del borgo di Partanna sorse una fabbrica per la distillazione dell'alcol dai fichi d'India, metodo produttivo introdotto per la prima volta nel 1855 dall'imprenditore Vincenzo Florio dopo essersi fatto promotore di una serie di ricerche scientifiche in tal senso, condotte tra il 1842 e il 1853 nei laboratori dell'Istituto Agrario Castelnuovo. L'elevata qualità dello spirito prodotto si dimostrò superiore ai risultati ottenuti in Francia, dove nello stesso periodo furono effettuati esperimenti sfruttando il medesimo sistema, generando notevoli profitti all'industria siciliana nei primi anni di attività: tuttavia, l'aumento di prezzo delle carrube, l'onerosa imposta comunale sulle botti e la concorrenza del più economico alcol da barbabietola prodotto in Germania concorsero a mandare in crisi le fabbriche di alcol da fico d'India, che cessarono la produzione in breve tempo.
Nel 1860 si registrò una violenta epidemia malarica nell'area limitrofa al pantano di Valdesi, divenuto malsano nella seconda metà del XVIII secolo per l'abbandono di alcune saline, ritornate ad essere acquitrini successivamente all'integrazione del territorio nella riserva borbonica: ciò, unito all'innalzamento medio della temperatura, indusse la proliferazione di insetti nocivi in corrispondenza delle acque stagnanti, causando già nel 1772 una prima ondata di contagi nell'agro circostante, arginata da alcuni interventi rivelatisi tuttavia inefficaci nel lungo termine. Nel 1889 venne approvato il progetto di bonifica del principe e senatore Francesco Lanza Spinelli di Scalea, supportato dall'allora capo del governo Francesco Crispi. Questo prevedeva l'intercettazione delle acque in un grande canale, posto nelle vicinanze del Monte Pellegrino, insieme alla realizzazione di un canale di circonvallazione che raccogliesse le acque e le riversasse nei due sbocchi di Mondello e Punta Celesi. L'operazione ebbe successo, così la zona perse la sua umidità e la malaria venne debellata in via definitiva. 
La seconda metà dell'Ottocento segnò anche la scoperta della prima tra le caverne della grotta dell'Addaura, in seguito ad alcune indagini archeologiche e paleontologiche nel territorio - documentate, tra gli altri, da Gaetano Giorgio Gemmellaro nel 1866 - che portarono alla luce reperti preistorici tra cui armi e utensili in selce, pietra e carbone, in aggiunta a ossa di elefante nano, cervo, cavallo e bove. I rinvenimenti fornirono le prime testimonianze circa la presenza di insediamenti di cacciatori paleolitici nella costa settentrionale di Palermo. 

#### Primo Novecento
Nei primi anni del XX secolo si susseguirono diverse proposte per la colonizzazione e lo sfruttamento della baia di Mondello, al fine di trasformarla nella stazione balneare di lusso del capoluogo siciliano: ciò fu dovuto in primo luogo alla bonifica di Valdesi, a cui si aggiunsero gli eventi sportivi e mondani promossi nel territorio dalla famiglia Florio, con particolare riferimento all'attività di Vincenzo Florio jr, che concorsero a generare una notevole attenzione verso la località marinara. L'interesse si espanse nei salotti imprenditoriali dell'Europa occidentale alla luce di un articolo pubblicato sulla rivista francese La Sicile Illustrée e ordinato da un imprenditore milanese di origini agrigentine, Luigi Scaglia, in cui venivano esposte le qualità paesaggistiche di Mondello. Egli presentò nel 1906 un progetto per lo sviluppo urbano della zona, senza ottenere ad ogni modo il via libera per l'attuazione dal comune. Nel 1909, una versione quasi del tutto conforme venne proposta da una società italo-belga istituita a Bruxelles nello stesso anno e denominata Les Tramways de Palerme. Quest'ultima riuscì ad aggiudicarsi un accordo con l'amministrazione municipale nel 1911, impegnandosi a costruire ed esercitare linee a trazione elettrica da Mondello fino al centro urbano del capoluogo, assieme all'edificazione di villini di pregio e di altre opere finalizzate alle manifestazioni culturali, nonché al corredo urbano.
In tale contesto storico, coincidente con la Belle Époque, la città di Palermo divenne una capitale europea di rilevanza economica e culturale e attraversò un periodo di prosperoso benessere, figurandosi per di più come uno dei centri di maggiore influenza per lo sviluppo dell'Art Nouveau nella penisola italiana, grazie all'operato di una generazione di architetti tra cui si distinsero con particolare merito Ernesto Basile e Salvatore Caronia Roberti. Lo sviluppo urbano di Mondello e la sua lottizzazione rappresentarono per i progettisti in questione un terreno fertile per l'espressione dello stile Liberty, come avvenuto nel quartiere Libertà durante la grande espansione ottocentesca a nord del centro storico.

#### Le guerre mondiali

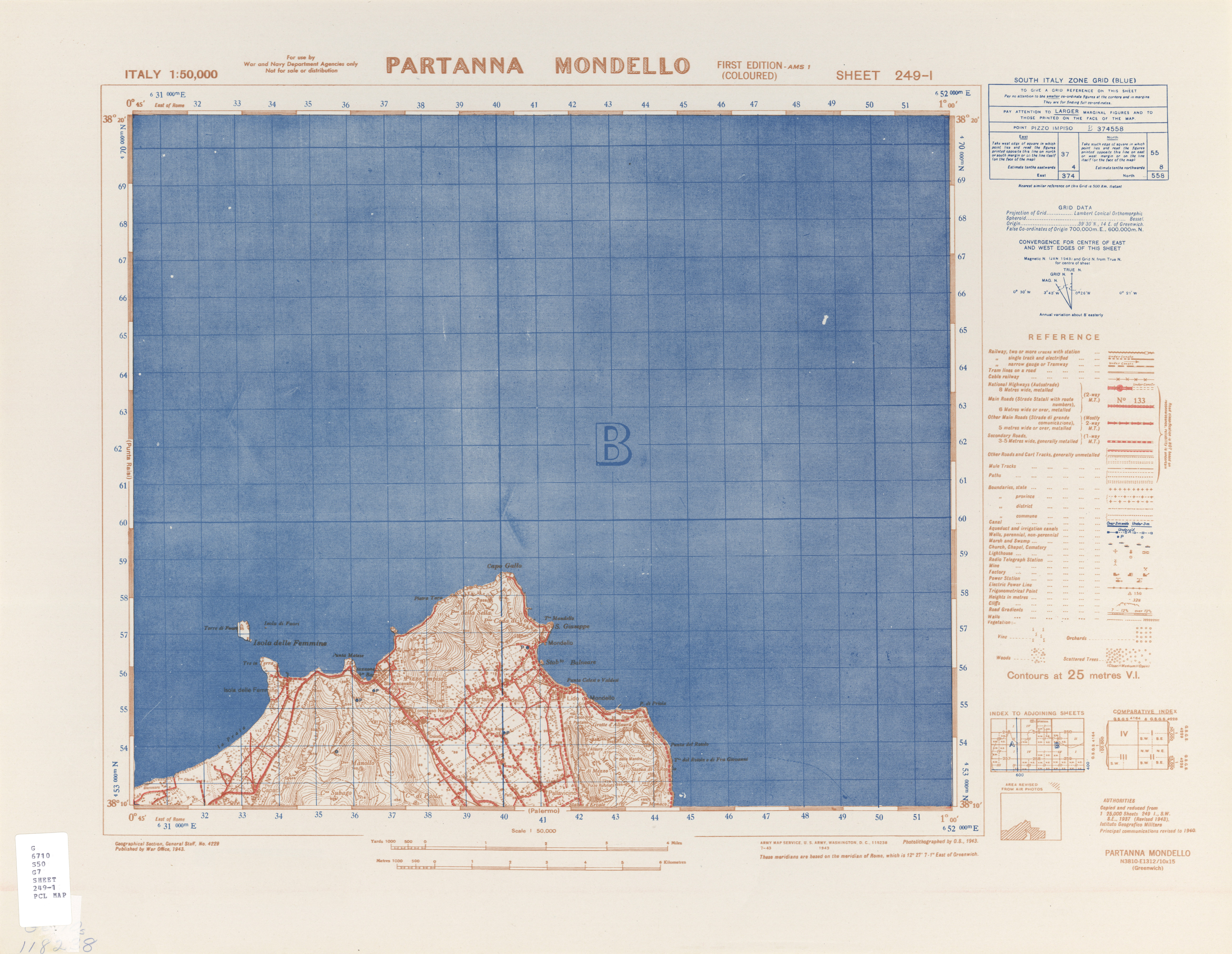
L'area di Partanna-Mondello in una mappa dell'Esercito degli Stati Uniti, 1941

Successivamente allo scoppio della prima guerra mondiale, Mondello ospitò la fabbrica per l'assemblaggio di idrovolanti messa in piedi da Vittorio Ducrot, che durante il conflitto collaborò con Vincenzo Florio per fornire supporto alla Regia Marina. 
Nel corso della seconda guerra mondiale, i promontori che circoscrivono il quartiere ebbero un ruolo strategico nella difesa della città e in particolare del porto di Palermo, obiettivo di estrema rilevanza per il flusso di rifornimenti garantiti alle forze dell'Asse impiegate in Nordafrica e in ragione di ciò oggetto di frequenti attacchi dell'aeronautica militare britannica. Per intercettare e abbattere i velivoli che da Malta si dirigevano verso il capoluogo siciliano, sorvolando Isola delle Femmine per poi giungere al largo del golfo di Mondello, il Monte Gallo venne scelto dalla Luftwaffe per l'installazione di un radar Freya, mentre la rete di sorveglianza antiaerea venne presieduta dal Monte Pellegrino, che per le sue caratteristiche rendeva le postazioni militari dei bersagli difficili da colpire. Lo stabilimento dell'Aeronautica Sicula posto nelle vicinanze del porticciolo dell'Addaura si occupò della produzione su licenza, tra gli altri, di modelli di CANT Z.501, impiegati dalle forze aeree del Regno d'Italia per missioni di ricognizione e soccorso. 
Dal 1943, l'aviazione statunitense iniziò ad attuare la strategia dei "bombardamenti a tappeto" sul suolo italiano, architettata per stremare la popolazione e indurla a fare pressioni sul governo per la resa. I bombardamenti di Palermo ne rappresentarono una delle prime dimostrazioni e i raid aerei vennero perpetrati con un'intensità tale - utilizzando anche armi quali gli ordigni al fosforo e le cosiddette blockbuster bombs - che la città venne quasi completamente rasa al suolo, con un elevatissimo tasso di distruzione esteso per tutta la ex provincia. L'inflizione di danni critici alle vie di comunicazione, nonché il crollo del morale di civili e unità militari, servirono alle forze anglo-americane per preparare lo sbarco in Sicilia attuato con l'operazione Husky. Le truppe alleate, una volta conquistato il capoluogo, utilizzarono lo stabilimento balneare e il campo da golf di Mondello, rispettivamente, per collocare armamenti e veicoli. 

#### Il boom economico italiano e la speculazione edilizia
Negli anni '70, l'appetibilità della rigogliosa Piana dei Colli e del territorio di Partanna finirono nelle mire della speculazione edilizia di Vito Ciancimino e dell'amministrazione comunale di carattere mafioso avvenuta sotto l'ala della Democrazia Cristiana. Durante il periodo in questione, noto come sacco di Palermo, si ebbe la dissennata espansione delle borgate e dei quartieri esistenti sfruttando un piano regolatore che dava il via libera all'edificazione selvaggia.
L'annessione di Partanna avvenne tramite la costruzione di numerosi palazzi dotati di 3 o 4 piani, costruiti nel cuore della borgata e rintracciabili in molte vie limitrofe, con l'obiettivo di aumentare forsennatamente la densità abitativa. L'infame opera fu completata nel totale disinteresse verso il patrimonio storico ed ambientale, agendo in opposizione alle norme preposte alla sua tutela. Ciò ha comportato un enorme danno paesaggistico, considerato il pesante deturpamento della natura circostante, nonché la perdita di una fetta dei compartimenti arborei che adornavano i giardini di pertinenza, andati distrutti; ed architettonico, in ragione dell'infelice contrasto che vede da una parte residenze nobiliari e ville, in opposizione ai palazzi sorti nella borgata per mano dell'operato criminale della giunta di Ciancimino.
Il simbolo del sacco nel territorio di Partanna-Mondello è identificato nella collina di Pizzo Sella, appena sopra la borgata, dove Ciancimino autorizzò 160 concessioni edilizie, annientando la quasi totalità del verde presente col riversamento sul luogo di 1 milione di mq di cemento. Sebbene la stessa sorte fosse toccata alla maggior parte delle colline palermitane, Pizzo Sella ottenne una particolare esposizione mediatica (probabilmente poiché visibile già dal mare) ed è oggi nota come "la collina del disonore". La costruzione del villaggio residenziale su Pizzo Sella, al contrario di tanti esempi analoghi, è stato bloccato in corso d'opera e le case in costruzione sono state confiscate e mai ultimate, rendendo il luogo un borgo fantasma a tutti gli effetti.

## Monumenti e luoghi d'interesse

### Architetture religiose
- Chiesa parrocchiale di Maria SS. Assunta, in via Mater Dei;
- Chiesa parrocchiale di Maria SS. dell'Addaura, nel Lungomare Cristoforo Colombo;
- Chiesa parrocchiale di Santa Maria degli Angeli, in via Lorenzo Iandolino;
- Chiesa parrocchiale di San Girolamo, in via Fortuna.

### Architetture civili
Il quartiere possiede un eterogeneo patrimonio architettonico, ereditato dalle diverse espansioni edilizie che hanno interessato la zona tra il XVIII e il XX secolo. Le architetture civili più antiche di maggiore interesse sono le ville aristocratiche costruite nel corso del Settecento e dell'Ottocento in prossimità del borgo di Partanna. La frazione di Mondello è nota per le architetture in stile Liberty sorte nel primo Novecento, durante la trasformazione della località in una stazione balneare rivolta alle classi sociali più abbienti; nonostante la corrente dell'Art Nouveau ne rappresenti il tratto maggiormente distintivo, nella zona sono presenti numerosi esempi di stili diversi tra cui il neogotico, l'architettura vernacolare, il revival moresco, un certo numero di abitazioni in stile cottage-chalet, nonché esempi di stile pompeiano. 

#### Architetture della Piana dei Colli
- Villa Castelforte, in via P.m. Posta all'estremità meridionale di Partanna-Mondello, al confine con il quartiere di Pallavicino, venne edificata come abitazione di villeggiatura per ordine del principe di Mezzojuso, per poi essere acquistata dal principe di Castelforte. Alla fine del Settecento il fondo annesso alla residenza confluì nella Real Tenuta della Favorita[28], riserva privata di Ferdinando I delle Due Sicilie, mentre nella seconda metà dell'Ottocento l'edificio venne riconfigurato in stile neogotico dal principe di Granatelli.
- Villa de Simone Achates Wirz, in via Apollo. Nata all'inizio del Settecento come residenza annessa alla tenuta di caccia dei principi La Grua, la struttura è il frutto della conversione di un baglio fortificato risalente al 1534, che risulta essere il più antico edificio documentato della Piana dei Colli[29]. La villa è stata utilizzata come scenografia per il film Kinski Paganini, diretto da Klaus Kinski (1926 - 1991) nel 1989[30].
- Villa Partanna, in via Castelforte. Residenza di villeggiatura annessa ad un ampio fondo agricolo posseduto dai principi Grifeo di Partanna, da cui è dipeso lo sviluppo dell'omonima borgata a partire dalla prima metà del XVIII secolo per l'elevato numero di maestranze richieste per il giardino monumentale e per le aree coltivate.
- Villa Branciforte Lanza di Scalea, in via Scordia. Fondata nel 1717 come residenza estiva della famiglia Branciforte, la struttura deriva da un preesistente edificio religioso convertito in villa per volontà di Giuseppe Branciforte, principe di Scordia. Dalla sua istituzione, la tenuta annessa alla dimora ha raccolto una variegata collezione di rarità botaniche provenienti da Paesi esotici, insediatesi con successo nel giardino grazie alla stabilità e alla mitezza del clima[31]. L'abitazione ha subito un rimaneggiamento nell'Ottocento, in seguito al passaggio di proprietà ai Lanza Spinelli di Scalea.

#### ArchitettureLiberty

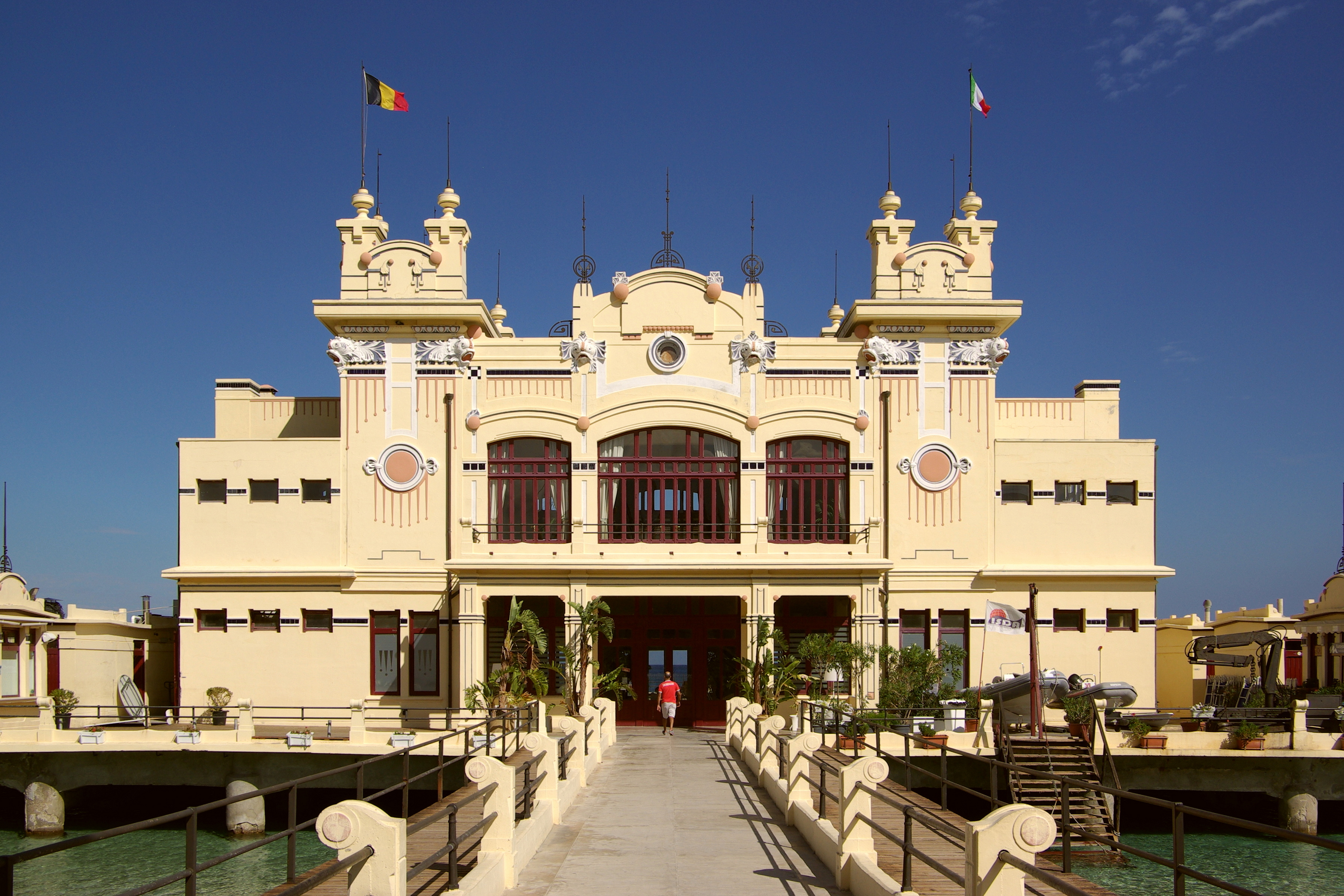
Antico Stabilimento Balneare a Mondello

- Antico Stabilimento Balneare, in viale Regina Elena;
- Villino Barresi (oggi Fragalà), in via Piano di Gallo;
- Villino Fernanda, in viale Regina Margherita;
- Villino Gregorietti, in viale Regina Elena;
- Villino Lentini, in via Alvise Cà da Mosto;
- Villino Maria, in viale Regina Margherita;
- Villino Pepe Lo Jacono, in viale Regina Elena;
- Villino Società Canottieri Roggero di Lauria, in viale Regina Elena;
- Villino Sofia, in viale Regina Margherita;
- Villino Tasca, in viale Principessa Giovanna.

#### Stile cottage-chalet
- Circolo del golf, in viale Regina Margherita;
- Villino Attilia, in viale Regina Elena;
- Villino Grunau-Cottage Dagnino, in viale Principe di Scalea;
- Villino Matta, in viale Regina Margherita;
- Villino Pojero, in viale Regina Elena.

### Siti archeologici
Il golfo di Mondello, passaggio di numerose rotte mercantili nel corso dei secoli, rappresenta un'area di dispersione archeologica e, nel corso del tempo, sono stati rinvenuti numerosi reperti risalenti a varie epoche, tra cui quella fenicia, ellenistica e latina. Uno dei recuperi più recenti riguarda una serie di anfore romane databili tra il II secolo a.C. e il II secolo d.C., scoperte nel corso del 2020 e del 2021. Il quartiere comprende inoltre due diversi comprensori:
- Comprensorio archeologico della Marinella, complesso di sei grotte pedemontane nel promontorio di Monte Gallo. Al loro interno è stato rinvenuto un ricco deposito archeologico, le cui testimonianze coprono diverse fasi dell'evoluzione umana che vanno dal Paleolitico al Mesolitico, all'età del bronzo e, infine, al periodo fenicio-punico[33]. Di tale comprensorio fa parte la Grotta Regina, utilizzata come luogo di culto a partire dalla preistoria: la sua rilevanza è tuttavia legata al santuario di Iside, fondato in età fenicia e considerato il più importante del Mediterraneo per l'eccezionalità dei rinvenimenti.
- Grotta dell'Addaura, complesso di quattro caverne naturali situate a circa 70 m. s.l.m., sui pendii settentrionali del Monte Pellegrino. Tale sito è noto per custodire uno degli esempi più rilevanti di arte preistorica in Italia[34], il più importante in Sicilia insieme alla Grotta del Genovese[35]. Nelle caverne sono stati rinvenuti resti dell'elefante nano, oltre che strumenti utilizzati con buona probabilità per la caccia e che attestano la presenza umana tra il Paleolitico e il Mesolitico. La Grotta dell'Addaura è compresa nella lista I Luoghi del Cuore del FAI - Fondo per l'Ambiente italiano[36].

### Aree naturali

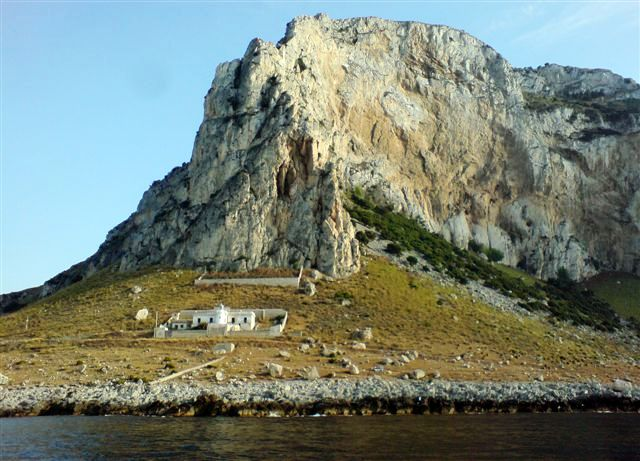
Riserva di Capo Gallo vista dal mare

- Riserva naturale orientata Capo Gallo, accessibile dalla frazione di Mondello tramite due ingressi, posti rispettivamente in prossimità di via Gallo e di via Tolomea. Il primo itinerario consente di raggiungere il faro di Capo Gallo tramite un sentiero a strapiombo sul mare, da cui è possibile osservare il trottoir a vermeti che caratterizza tale porzione di costa, oltre che la macchia di foresta presente alle pendici del promontorio. Il secondo itinerario permette di salire fino a 527 m s.l.m. e di arrivare al cosiddetto Semaforo, piccola costruzione militare del periodo borbonico adibita agli avvistamenti.
- Riserva naturale orientata Monte Pellegrino, accessibile da Mondello tramite via Monte Ercta o dall'Addaura. In tale area verde, estesa per oltre 1000 ettari, si registra un'elevatissima biodiversità vegetazionale, in cui figura un cospicuo contingente rappresentativo dell'endemismo siciliano. Il sito è noto anche per le numerose caverne naturali, utilizzate dall'uomo fin dall'epoca preistorica e poi, nel corso dei secoli, da comunità di epoche diverse per fini di culto. Le pareti rocciose del promontorio, osservabili dall'Addaura, ospitano specie di rapaci di particolare interesse.
- Parco della Favorita, accessibile da viale Regina Margherita (Mondello-Valdesi). Vasta tenuta settecentesca fondata dal re Ferdinando IV di Borbone, con un'estensione di 4 km² rappresenta il quarto parco urbano più vasto d'Italia e il più grande giardino pubblico di Palermo. Il sito è oggi compreso all'interno della riserva di Monte Pellegrino e il suo perimetro confina con i quartieri di Partanna-Mondello e Pallavicino.

## Geografia antropica

### Urbanistica

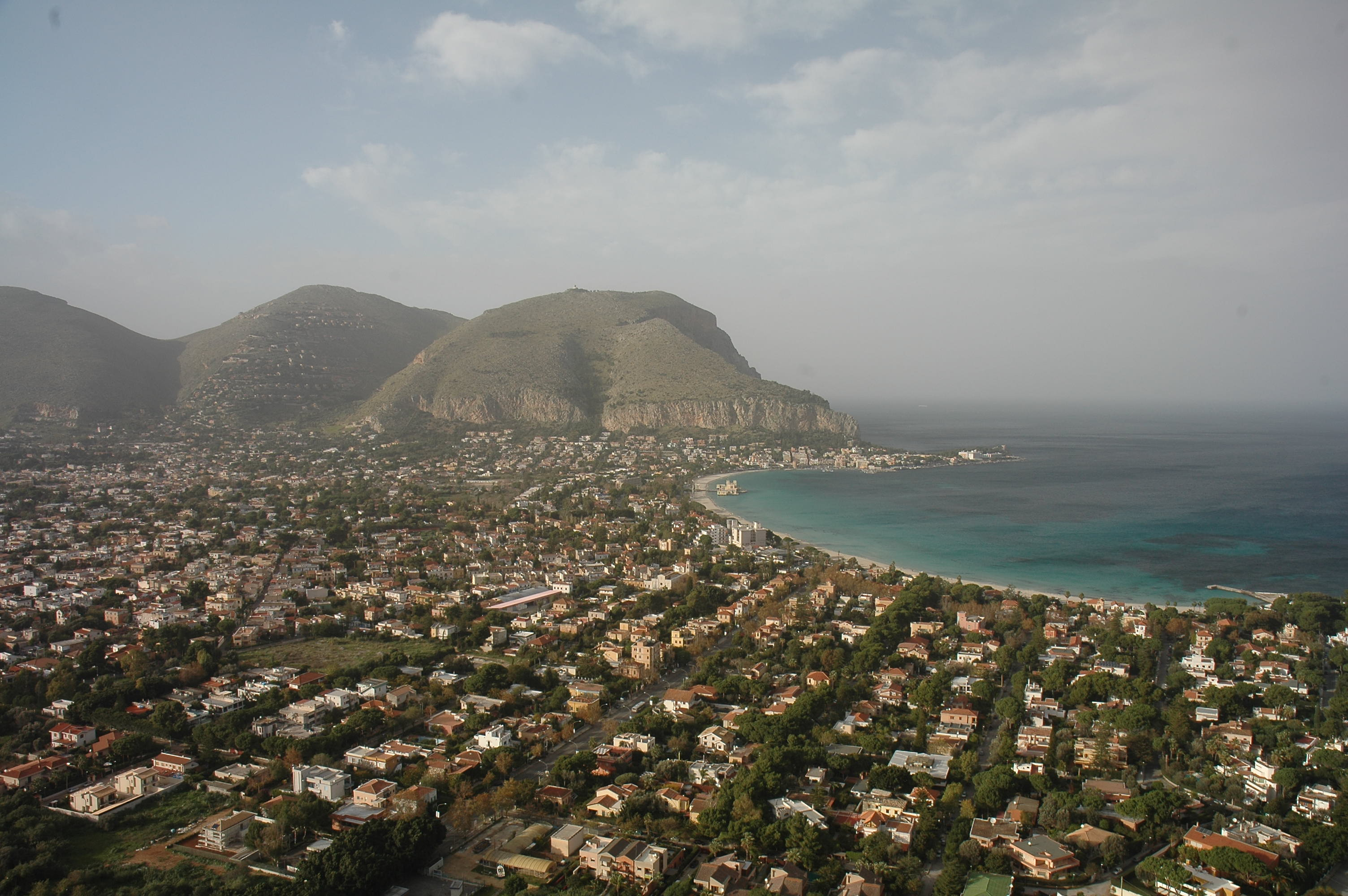
L'ampia urbanizzazione del quartiere Partanna-Mondello vista da Monte Pellegrino

Le suddivisioni urbanistiche che confluiscono nel quartiere - Mondello, Partanna e l'Addaura - presentano impianti con caratteristiche sensibilmente diverse tra loro, condizionati da differenti contesti storici e occorrenze sociali, oltre che dalle peculiarità morfologiche di alcune zone che rientrano in tale sezione della città. Ciononostante, lo sviluppo di una parte significativa del territorio che compone l'attuale quartiere ha assecondato le esigenze di villeggiatura della classe aristocratica prima e di quella borghese in seguito, qualificandosi come area prettamente residenziale già a partire dalle espansioni verso nord del XVIII e XIX secolo.
Sono ancora rintracciabili gli impianti dei nuclei abitativi più antichi, seppur circoscritti e in larga parte inglobati nelle maglie delle varie espansioni edilizie che si sono succedute nel tempo: questi sono la borgata storica di Piazza Mondello, sorta nell'estremo lembo settentrionale della baia di Mondello; il borgo delle Saline, nella zona di Mondello-Valdesi; e il borgo di Partanna.
Sebbene l'area del quartiere appartenga ad una dimensione quasi esclusivamente residenziale, tra gli anni '50 e '60 vennero realizzati in prossimità di Partanna alcuni edifici industriali, oggi dismessi o rimpiazzati da esercizi commerciali, come nel caso dello stabilimento Coca-Cola posto al confine con il quartiere di Tommaso Natale-Sferracavallo. 

## Infrastrutture e trasporti

### Strade
Il quartiere è connesso alla circonvallazione di Palermo e all'autostrada A29 tramite lo svincolo Tommaso Natale - Mondello, inaugurato nel 2002; inoltre, poco prima del raccordo si apre un altro passante che conduce alla frazione di Sferracavallo. Al confine sud-est della frazione di Mondello è possibile immettersi nella strada statale 113 Settentrionale Sicula, che attraversa il lungomare Cristoforo Colombo collegando Partanna-Mondello con i quartieri sorti lungo la costa ai piedi del Monte Pellegrino, fino a raggiungere il quartiere Montepellegrino nel nuovo centro urbano. 

### Mobilità urbana
Il trasporto pubblico è composto da cinque linee autobus urbane gestite dall'azienda municipalizzata AMAT: queste sono le linee 544, 603, 614, 645, 806, a cui si aggiunge la linea N1 nelle ore notturne. Risultano in corso i lavori per annettere il quartiere al nuovo anello tranviario di Palermo.

## Sport

### Principali società sportive
- Club Canottieri Roggero di Lauria;
- Circolo della Vela Sicilia;
- Yacht Club Punta Célesi;
- Velaclub Palermo;
- Albaria Windsurfing Club Mondello;
- Clubino del Mare;
- Country Time Club;
- TeLiMar;
- Società Canottieri Trinacria;
- Circolo Nautico Costa Ponente;
- Euroyachting Sports Club;

- ASD Parmonval, seconda squadra di calcio del capoluogo[41].

### Impianti sportivi
In viale dell'Olimpo sono situati il Diamante e il Palasport Fondo Patti, rispettivamente lo stadio di baseball - sport la cui tradizione a Palermo è legata con buona probabilità alla permanenza dei marinari della United States Navy nel porto cittadino, dopo la conquista del capoluogo durante la seconda guerra mondiale e per alcuni anni nel dopoguerra - e il principale palazzetto sportivo della città. Tra via Palinuro e viale Galatea è posto lo stadio di calcio "Franco Lo Monaco", inaugurato nel 1997.